# Axwell
Axwell, de son vrai nom Axel Christofer Hedfors (né le 18 décembre 1977 à Lund), est un disc jockey et producteur de musique house suédois. Fondateur du label Axtone Records, il est l'un des membres du groupe Swedish House Mafia aux côtés de Sebastian Ingrosso et Steve Angello. En 2013, il est classé 19e dans le classement des disc jockeys les plus populaires par DJ Magazine.
Axwell est notablement connu sur la scène internationale depuis la sortie de ses titres Feel The Vibe en 2004 et Tell Me Why en 2006 avec Steve Angello. Le 24 juin 2012, il annonce que la Swedish House Mafia se sépare. Il réalisent leur dernier concert à l'Ultra Music Festival de Miami le 24 mars 2013.
En 2014, il fonde avec Sebastian Ingrosso le duo Axwell Λ Ingrosso.

## Biographie

### Jeunesse
Axel Hedfors nait le 18 décembre 1977, à Lund, en Suède. À neuf ans, il est déjà passionné par la musique et joue de la batterie. Frustré par le fait que ses camarades de classe ne puissent pas faire de musique avec lui, il échange sa batterie contre un ordinateur à l'âge de 13 ans. Il a alors l'occasion de jouer tous les instruments par lui-même grâce à des logiciels de MAO. Il confia plus tard dans le documentaire Take One (sur le projet Swedish House Mafia) qu'il avait envisagé qu'il devienne fermier.

### Débuts et premier succès (2004–2005)
Axwell crée de nombreux morceaux d'acid techno grâce au logiciel Fasttracker2 entre 1995 et 1997 sous le pseudonyme de Quazar. Il participe également à la bande sonore du célèbre jeu sur ordinateur Worms de Team17. Bien qu'il ait commencé à mixer dès la fin des années 1990, il gagne en popularité lorsqu'il collabore avec Robbie Rivera et la chanteuse Suzan Brittan pour le morceau Burning. Celui-ci se hisse à la première place des classements de musique dance[réf. nécessaire].
Fin 2004, Axwell publie un autre succès, Feel The Vibe. Ce titre va lui permettre de se propulser sur le devant de la scène internationale. Le titre est réédité l'année suivante en une version « commerciale » avec de nouvelles paroles : Feel The Vibe (Till The Morning Comes) avec la collaboration de Tara McDonald ; un clip est tourné. En 2005, il crée son propre label Axtone.

### Swedish House Mafia et succès mondial (2006–2011)

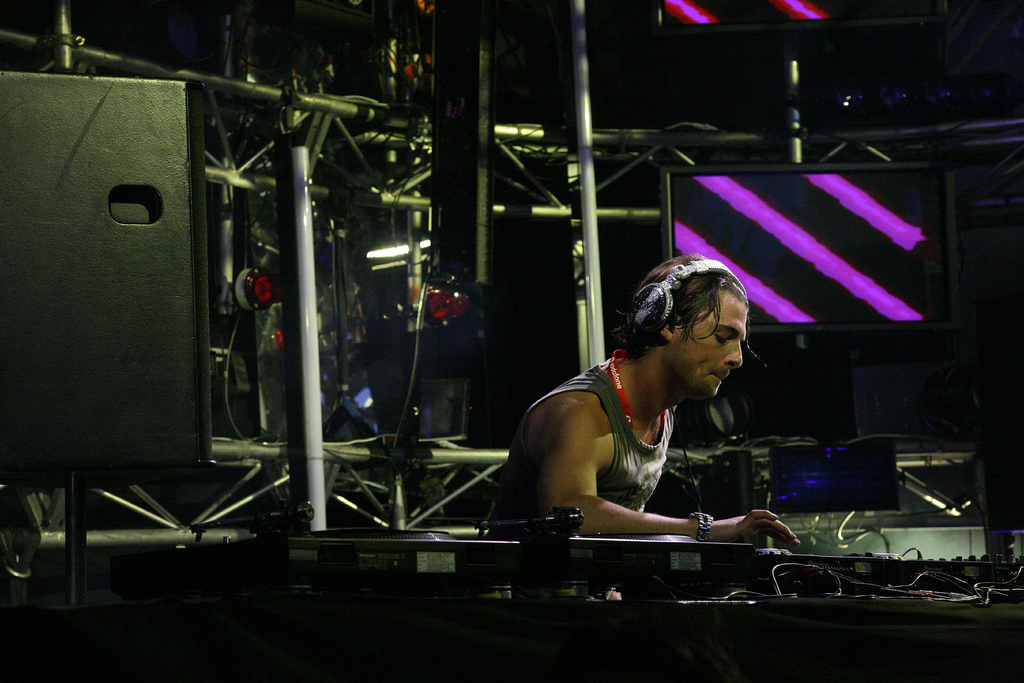
Axwell sur scène à Melbourne, Australie, en 2007.

En 2005, il publie le single Together avec son ami Sebastian Ingrosso. Ce titre sera diffusé dans les clubs du monde entier confortant sa nouvelle notoriété internationale. Puis il forme avec ses amis Ingrosso et Steve Angello la Swedish House Mafia et à partir de ce moment-là, il commence à avoir une grosse réputation. Toujours en 2005, Axwell sort un nouveau titre qui créera un buzz dans les clubs Watch The Sunrise avec Steve Edwards, un deuxième clip est tourné à l'occasion de cette chanson. Il s'associe la même année avec Eric Prydz sous le pseudonyme Axer pour le titre 123 juste avant qu'Eric Prydz, après avoir déménagé à Londres, décide de quitter la Swedish House Mafia en 2007.
Les dernières années se passent bien pour le DJ suédois qui enchaîne réussite sur réussite, participant à de nombreux projets et en remixant des morceaux. Les derniers de cette période s'intitulent Tell Me Why, une collaboration avec Steve Angello sous le pseudonyme commun de Supermode mais aussi les remixes des titres Promiscuous Girl de Nelly Furtado, et Jump de Madonna. En mai 2009, il publie avec Steve Angello, Sebastian Ingrosso, Laidback Luke et Deborah Cox, son nouvel opus Leave The World Behind qui devient un succès international, et parallèlement le titre What a Wonderful World (2008) avec Bob Sinclar. Durant la fin d'année 2009, Axwell marque les esprits avec son remix de Temper Traps, Sweet Disposition dans plusieurs classements musicaux. En France, le titre est joué sur toutes les radios de musique électronique telles que FG DJ Radio, Contact (radio), et Hotmixradio. Pour Axwell, l'année 2009 est la meilleure en termes de travail, de concerts et de reconnaissance auprès du public à l'image de son titre Leave The World Behind.
En 2010, il sort tour à tour, One, et Miami 2 Ibiza, qui seront tous les deux des succès pour lui et la SHM. Ils sortent un album compilation intitulée Until One, qui est un succès, étant très bien classé dans les charts, c'est non seulement un succès commercial, mais aussi un succès critique. En 2011, il continue sur sa lancée, en sortant notamment son titre Heart Is King. Le 13 mai de cette même année, il sort avec la Swedish House Mafia les titres Save the World et Antidote qui seront d'énormes succès aussi.

### One Last Touret Departures (2012–2013)

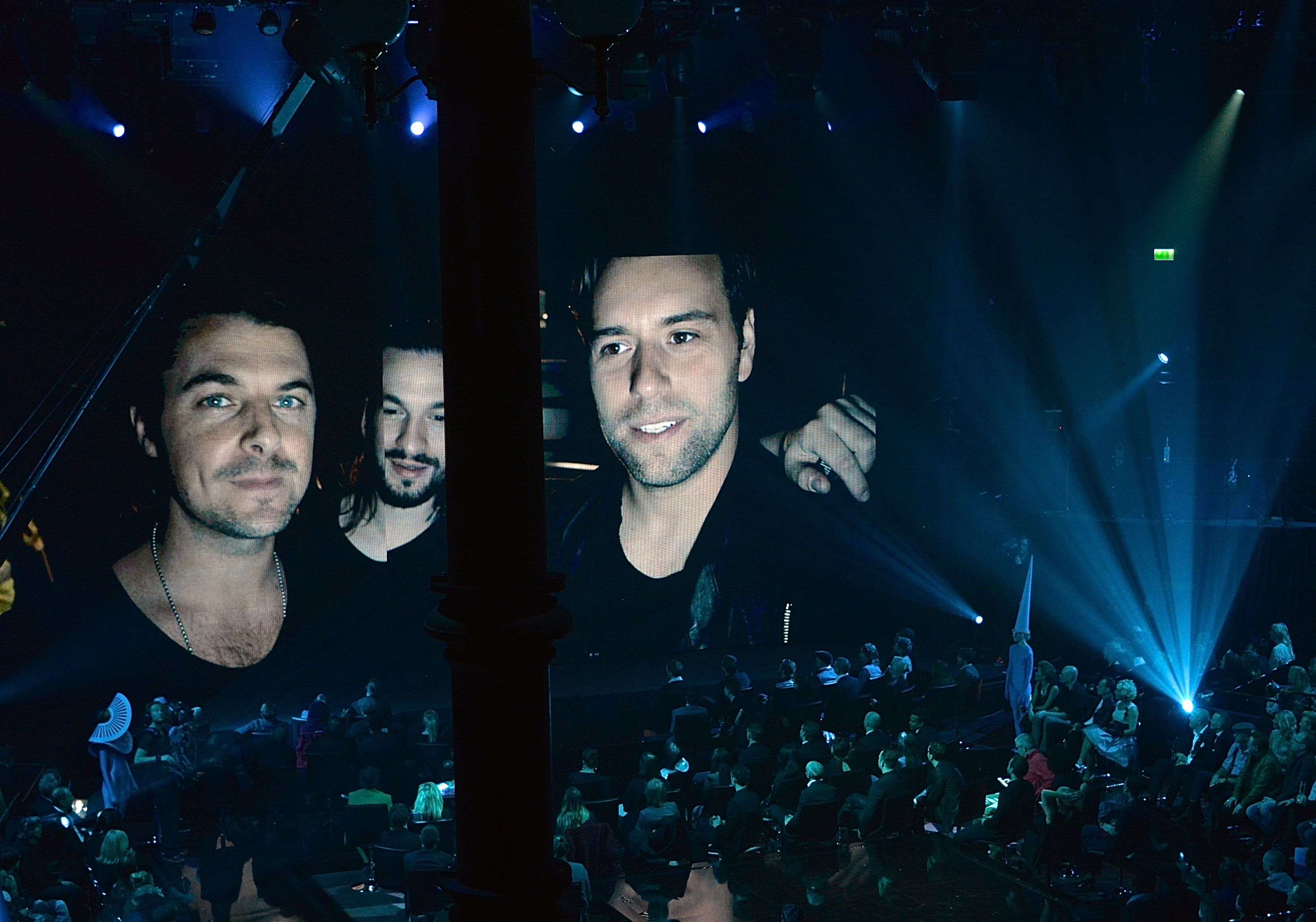
Swedish House Mafia, en 2013.

En 2012, La Swedish House Mafia sort Greyhound le 12 mars, en partenariat avec Absolut Vodka. Le 24 juin, ils annoncent sur leur site officiel que la S.H.M se séparera en 2013, car ils veulent travailler chacun de leur côté. Ils précisent toutefois qu'ils restent amis et qu'ils se séparent uniquement afin de réaliser leurs projets personnels. Ils sortent ensuite Don't You Worry Child le 14 septembre 2012 qui sera leur plus gros succès ensemble, atteignant la première place des classements musicaux dans sept pays, et étant plus de dix fois dans le top trois de différents classements. Le 22 octobre sort leur dernier album, qui sera un album compilation, intitulé Until Now. Plus complet que le précédent, il contient tous les titres de la Swedish House Mafia datant de jusqu'à 2013. Débute ainsi le One Last Tour qui prendra fin le 24 mars 2013 après une grosse série de concerts.
Depuis juin 2014, Axwell forme un nouveau duo, Axwell Λ Ingrosso, aux côtés de Sebastian Ingrosso, également ancien membre de la SHM. Ils publient deux singles, le premier We Come, We Rave, We Love, et le deuxième Roar qui fait partie de la bande son originale de Monsters University. De fait, ils créent leur propre résidence nommée The Departures qui se situe à l'Ushuaïa d'Ibiza.

### Axtone et nouveau départ (depuis 2013)
Ayant quitté la Swedish House Mafia, Axwell se remettra au travail. Il sort peu de temps après son premier morceau de l'après Swedish House Mafia. Il donnera le ton avec un remix pop/rock du morceau Falling (Committed To Sparkle Motion) du groupe écossais Discopolis qui sortira d'ailleurs un EP contenant leur version originale et remixée de ce même morceau.
Center of the Universe sera finalement le premier morceau solo d'Axwell depuis Heart Is King (2011). Ce morceau sortira en trois versions. La première à être dévoilée est le Remode (30 mai 2013), une version très rythmée du morceau. Puis sortira la version originale (10 juin 2013), qui sera l'hymne de sa tournée Where's The Party ? de Carlsberg. Plus tard, le 14 octobre sortira finalement une version inattendue du morceau, remixée par un jeune DJ et producteur polonais, Blinders. Il devient également père d'un petit garçon pour la deuxième fois en été 2013, pendant le festival international Tomorrowland. Il participera plus tard à la première édition de TomorrowWorld (en) aux États-Unis. Le 31 août, c'est l'évènement Where's The Party by Carlsberg (Musée National Maritime de Stockholm). Axwell délivre un mixset de deux heures rassemblant tous ses morceaux et ses collaborations mais aussi ses coups de cœurs. Entretemps, il sortira de nouveau un morceau, I Am (16 septembre 2013), sur lequel il collabore avec Sick Individuals et Taylr Renee. Le 14 décembre 2013, est mise en ligne la vidéo officielle de I Am. En 2013, il parviendra même à la 19e place du DJ Mag Top 100 ce qui le fait monter de quatre places par rapport à l'année précédente.

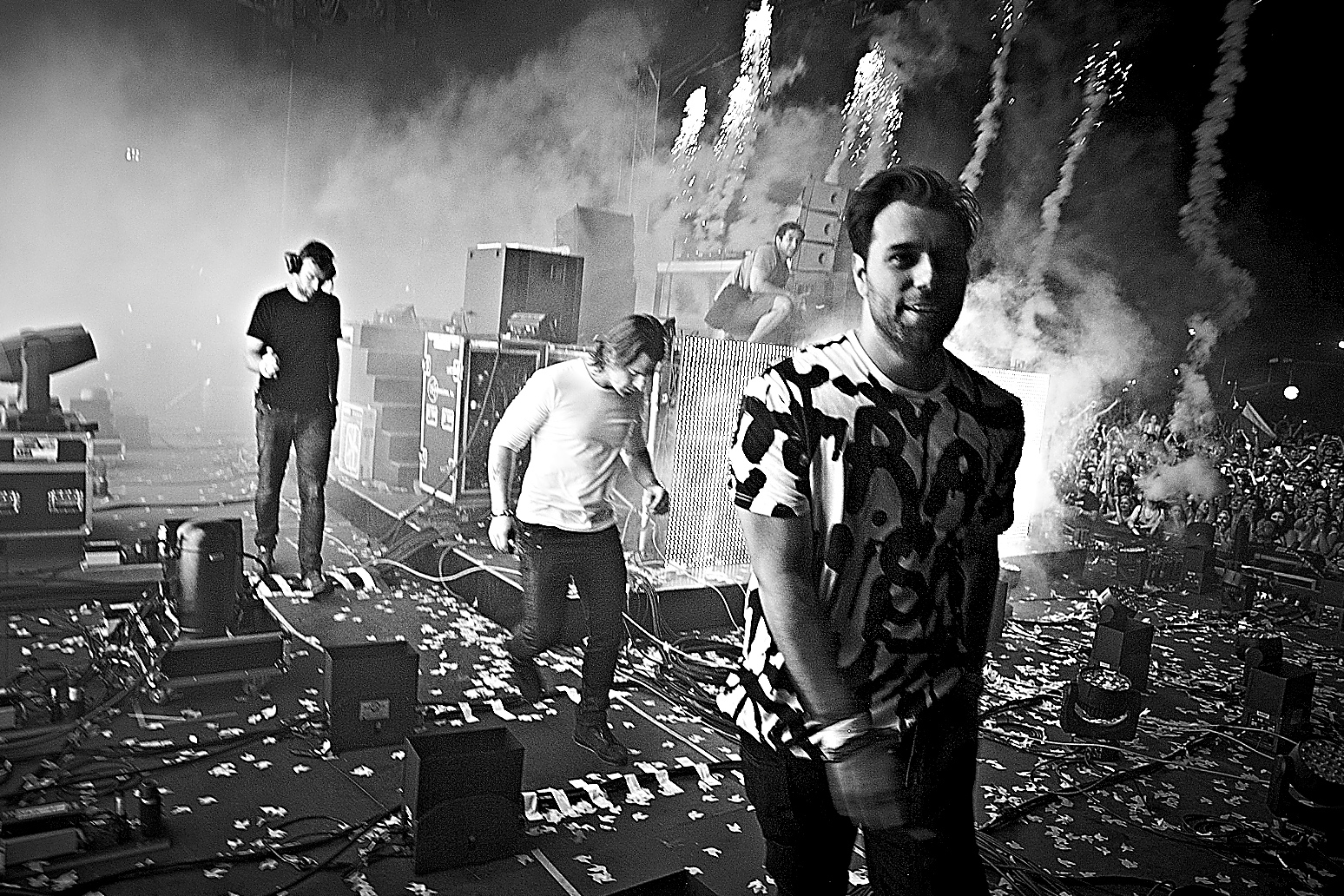
Axwell Λ Ingrosso sur scène, en 2014.

Le 24 mars 2014, il publie, sur son label Axtone, le remix, produit en collaboration avec NO_ID (désormais NEW_ID), de Feel The Pressure (de Mutiny UK & Steve Mac & Nate James) qui sera son premier morceau et remix de l'année 2014. Le 28 avril 2014 sort le remix d'Axwell de Hook N Sling & Karin Park - Tokyo By Night. En juillet 2014, le nouveau duo qu'Axwell forme avec Sebastian Ingrosso signe sur le Label Def Jam ; Axwell annoncera d'ailleurs leur premier album studio sur Twitter, qui sera différent des albums-compilation qu'ils ont pu réaliser sous la Swedish House Mafia, avec uniquement des titres qui leur seront propres mélangeant du rap, de la house progressive, de l'EDM. Le premier single est dévoilé sur Soundcloud le 5 novembre 2014, il s'intitule Can't Hold Us Down, et sort sur Beatport le 17 novembre 2014. Le 26 novembre est dévoilé le titre officiel de leur premier single sur iTunes, il s'intitule Something New en collaboration avec Vincent Pontare. La même année, il atteint la 29e place du DJ Mag Top 100.
Le 12 mars 2015 sort leur deuxième single officiel extrait de leur premier et nouvel album : On My Way en collaboration avec Salem Al Fakir pour la voix.

## Axtone Records
Axtone Records est un label britannico-suédois de musique électronique fondé par Axwell en 2005, avec la discrète complicité de James Sefton. Il est aujourd'hui basé à Londres. Originellement destiné à accueillir les sorties personnelles d'Axwell, Axtone a par la suite dédié son catalogue à plusieurs artistes internationaux qui ont plus ou moins marqué leurs genres, parmi lesquels des noms tels que Sebastian Ingrosso, Dirty South, TV Rock, Abel Ramos, Laidback Luke, Steve Angello, Adrian Lux, Michael Calfan, Hard Rock Sofa, Arty, Thomas Gold et Deniz Koyu.
Des morceaux tels que Together d'Axwell Λ Ingrosso, I Found U, It's True, Open Your Heart (tous trois d'Axwell), Teenage Crime d'Adrian Lux, Resurrection de Michael Calfan ou encore In My Mind (Axwell Mix) de Ivan Gough et Feenixpawl ont marqué les différentes périodes du label et la musique électronique en général.
Le label Axtone a également acquis une réputation d'excellence graphique, due au studio Breakfast Design, avec lequel Axtone collabore depuis son lancement en 2005. Un livret dédié à leurs créations visuelles a d'ailleurs été proposé dans une édition limitée (à 500 exemplaires) du coffret Axtone Ten à l'occasion des 10 ans du label.

## Discographie
- 2010 : Until One
- 2010 : Axwell presents Axtone Volume 1
- 2012 : Until Now
- 2012 : Axtone presents Thomas Gold Compilation
- 2012 : One Night Stand : The Live Album
- 2014 : One Last Tour : A Live Soundtrack